# Гађени (Прахова)
Гађени (рум. Găgeni) насеље је у Румунији у округу Прахова у општини Паулешти. Oпштина се налази на надморској висини од 249 m.

## Становништво
Према подацима из 2002. године у насељу је живело 2076 становника.

### Попис2002.
| Расподела становништва по националности 2002.‍ | Расподела становништва по националности 2002.‍ | Расподела становништва по националности 2002.‍ | Расподела становништва по националности 2002.‍ | Расподела становништва по националности 2002.‍ |
| --------------------------------------------- | --------------------------------------------- | --------------------------------------------- | --------------------------------------------- | --------------------------------------------- |
|                                               |                                               |                                               |                                               |                                               |
| Румуни                                        | Румуни                                        |                                               | 2.062                                         | 99,5%                                         |
| други                                         | други                                         |                                               | 11                                            | 0,5%                                          |